# Gary Moore
Robert William Gary Moore (n. 4 aprilie 1952, Belfast, Irlanda de Nord, Regatul Unit – d. 6 februarie 2011, Estepona⁠(d), Andaluzia, Spania), cunoscut mai ales ca Gary Moore, a fost un muzician nord-irlandez, cântăreț și chitarist virtuoz. La vârsta de 14 ani a ascultat albumul „John Mayall with Eric Clapton” care i-a schimbat viața și l-a influențat foarte mult în ceea ce privește tehnica sa de chitară. A făcut parte din trupa rock irlandeză Thin Lizzy.
A decedat la 6 februarie 2011, în somn, în timpul unei vacanțe în Spania.

## Discografie

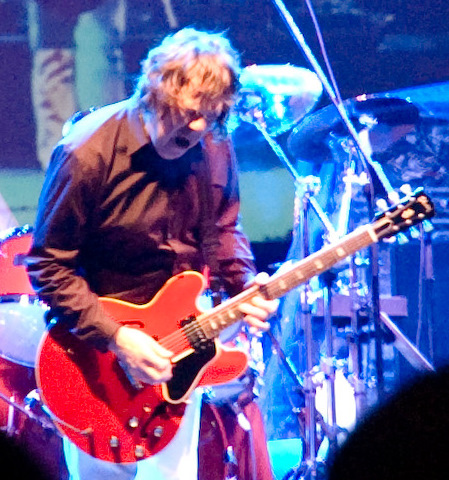
Gary Moore la festivalul Jelen Pivo din Belgrad, în septembrie 2007

- Grinding Stone (1973)
- Back on the Streets (1978)
- G-Force (1980)
- Corridors of Power (1982)
- Dirty Fingers (1983)
- Victims of the Future (1983)
- Run for Cover (1985)
- Wild Frontier (1987)
- After the War (1989)
- Still Got the Blues (1990)
- After Hours (1992)
- Blues for Greeny (1995)
- Dark Days in Paradise (1997)
- A Different Beat (1999)
- Back to the Blues (2001)
- Scars (2002)
- Power of the Blues (2004)
- Old New Ballads Blues (2006)
- Close as You Get (2007)
- Bad for You Baby (2008)

### You Tube video-uri
- Gary Moore Voodoo Child (Slight Return) — Tribut lui Jimi Hendrix (Performanța originară a fost înregistrată la 25 octombrie 2007 la London Hippodrome — The live performance was originally recorded on 25 October 2007 at the London Hippodrome)
- Gary Moore - The Sky Is Crying
- Gary Moore - Parisienne Walkways - Live HD

### Website-uri
- Site web oficial
- Gary Moore la Internet Movie Database